# King Palmer
King Palmer född Cedric King Palmer 13 februari 1913 i Sussex död 13 juli 1999 i Clovelly Lodge Popes Grove Twickenham England, engelsk kompositör, pianist, violinist, sångare och dirigent. Han har varit verksam under pseudonymerna Da Paula Bana och Peter Kane.